# Csereháti járás
A Csereháti járás a Magyar Királyság, Abaúj-Torna vármegye közigazgatási egysége volt. Székhelye Szepsi volt.

## Községei
- Alsógagy
- Alsóláncz (Alsólánc)
- Bodoló
- Buzita
- Büttös
- Csécs
- Csenyéte
- Debrőd
- Fáj
- Felsőgagy
- Felsőláncz (Felsőlánc)
- Felsőmeczenzéf (Felsőmecenzéf)
- Fulókércs
- Gagyapáti
- Gagyvendégi
- Hím
- Jászó
- Jászómindszent
- Jászóújfalu
- Jászóváralja
- Komaróc (Komaróc)
- Litka
- Makrancz (Makranc)
- Meczenzéf (Mecenzéf)
- Pány
- Perény
- Pusztaradvány
- Reste
- Rudnok
- Somodi
- Stósz
- Szemere (település)
- Szepsi
- Szeszta